# Le Journal du dimanche
Le Journal du dimanche, aussi appelé Le JDD, est un titre de presse dominicale français fondé en 1948.
D'abord supplément du dimanche du quotidien France-Soir, il survit aux difficultés de ce dernier à la fin du XXe siècle, en étant contrôlé successivement par Hachette puis la famille Lagardère et depuis 2021 par Vincent Bolloré,. 
Malgré l'opposition vigoureuse de la quasi-totalité de la rédaction, Geoffroy Lejeune est nommé directeur de la rédaction en 2023, une décision généralement considérée comme la démonstration de l'influence de Vincent Bolloré et marquant un virage à l'extrême droite, qui déclenche une grève de quarante jours, la plus longue de son histoire et la deuxième plus longue de l'histoire des médias français.
Jusqu'en 2023, il affichait une ligne modérée et prenait alors rarement parti. Depuis cette date, il appartient à la presse d'opinion, au service d'idées identitaires et de l'union des droites.
Diffusé à 103 696 exemplaires par numéro en moyenne en 2023, il est en concurrence avec l'édition dominicale du Parisien-Aujourd'hui en France depuis 2004 et La Tribune Dimanche depuis 2023.

## Historique

### Création en octobre 1948
Le JDD est créé le 24 octobre 1948, au moment où le Comité des papiers de presse parvient à atténuer un peu la pénurie de papier après-guerre causée par « le trust du papier », son actionnaire Hachette voulant un « quotidien national de référence du dimanche » qui « donne le tempo du dernier jour de la semaine » en couvrant l'actualité internationale comme celle de la France,. Il complète ainsi ce jour-là France-Soir, qui ne parait pas le dimanche, et dont les rédacteurs sont pour la plupart issus de la presse de « gauche », mais acceptent, pour garantir l'audience populaire large recherchée dès 1944, de « satisfaire à une exigence d’impartialité » ce qui s'est traduit à la direction du journal par la succession de l'ex-résistant Philippe Viannay, confiée à Pierre Lazareff. Le journal joue de plus un rôle important dans l'élaboration des lois et plus généralement de la politique du pays, notamment lorsque la radio puis la télévision augmentent leur audience, en étant le lieu de diffusion des « informations importantes du pouvoir » comme « les ballons d'essai des gouvernements » grâce à un « monopole de l'espace médiatique pendant un moment très particulier de la semaine, le week-end », au cours duquel ses informations sont « repris[es] partout » mais aussi parce que le week-end est « un moment privilégié pour les grandes interviews politiques », ensuite reprises à la télévision ou à la radio, ce qui fait dire à l'historien des médias Christian Delporte que l'important pour ce type de média influent « n’est pas forcément son tirage ou ses ventes, mais l'écho qu'il peut avoir auprès d’autres médias ».
Pendant trois-quarts de siècle, le JDD sera ainsi un « quotidien du 7ème jour » , , ,,,,,, au succès rapidement entraîné par celui de France-Soir, dont la diffusion atteint un million d'exemplaires en 1953, en ajoutant à ses 630 000 exemplaires d'octobre 1948 près d'un demi-million puisés chez deux rivaux, dont l'actionnaire Hachette prend aussi le contrôle, L'Intransigeant et Paris-Presse, pour progressivement fusionner avec eux et qui est « connu pour son analyse politique largement centriste », « dans un pays où plus des quatre cinquièmes des journaux privés et des stations de télévision et de radio appartiennent à des milliardaires ou à des financiers français ou étrangers ».

### Années 1950, le concept de quotidien du septième jour se répand
Au cours des années 1950, la formule de « quotidien du septième jour » s'étend, France-Soir n'est plus le seul à en tirer profit, avec Liberté-Dimanche, créé dans les années 1950 en Haute-Normandie, ou encore les quotidiens régionaux du groupe Centre France (La Montagne, Le Populaire du Centre, Le Berry républicain, L'Écho républicain, La République du Centre, Le Journal du Centre). D'autres groupes de presse régionale suivent et la formule de « quotidien du septième jour » tend à se généraliser comme édition dominicale de quotidiens régionaux, tandis que le JDD n'a toujours pas de concurrent à l'échelle nationale, situation qui va se prolonger les décennies suivantes: « Il est, faut-il le souligner, le seul quotidien du septième jour en vente à Paris, alors que l'on compte une bonne demi-douzaine de journaux de ce type à Londres » souligne le patron de presse Jean-Paul Pigasse dans un livre écrit à la fin des années 1980. Cette parution le dimanche lui permettra de couvrir des événements d'actualité immédiate en réagissant à des événements du week-end comme en Mai 68, et créer l'événement par des révélations.

### Mai 1968 et années 1970
Lors des événements de Mai 1968, Philippe Labro, écrivain déjà connu et chroniqueur au Journal du dimanche lance un « bravo ! » aux radios privées RTL et Europe1 dans les colonnes du JDD, le dimanche 12 mai, au lendemain de la première nuit des barricades de Mai 68 qu'elles ont couvertes en direct en utilisant les fréquences de la police, alors que l'ORTF y a renoncé déclenchant une violente contestation de ses émissions par les contestataires. En juin 1968, il est l'auteur du premier livre publié chez Jean-Claude Lattès, éditeur encore inconnu, où il raconte les événements. Le Journal du dimanche vient alors d'être remarqué pour avoir été le premier à informer dès le dimanche 19 mai, en première page, de l'extension rapide de la grève avec occupation des locaux dans plus de cent grandes entreprises, au moment où démarre la grève des techniciens et journalistes de l'ORTF.
Dès la fin des années 1960, le dessinateur Wolinski, emblématique des idées contestataires de Mai 68, signait des dessins dans les mêmes colonnes du JDD. Mais dans les années qui suivent le titre fait cependant partie des médias critiqués par les contestataires. Pierre Lazareff, qui est toujours patron du Journal du dimanche, est ainsi accusé par le même Wolinski de diriger des journaux « pourris » et « dégueulasses », dans l'un des tout premiers numéros de Charlie Hebdo, qui s'appelle encore Hara-Kiri Hebdo, même si c'est le fondateur du Parisien libéré, Émilien Amaury, qui subit les attaques les plus violentes. Philippe Labro regrette ensuite dans le JDD en 1972 que la presse française dans son ensemble « soit restée coincée dans une ornière de traditions et de routine », en l'appelant à faire preuve de plus d'anticonformisme.

### Affaire VA-OM et échecs des tentatives pour briser son monopole
Dans les années 1990, Le Journal du dimanche est à l'origine de révélations fracassantes. Lors de l'affaire VA-OM de corruption dans le monde du football français qui a éclaté en 1993, le JDD a révélé à la une un scoop "énorme", l'entraîneur de Valenciennes Boro Primorac a été conduit le 17 juin, après un déjeuner au Fouquet's, dans le bureau de Bernard Tapie pour lui proposer de "porter le chapeau" de l'affaire, comme il l'a quelques heures plus tôt affirmé au procureur chargé du dossier Éric de Montgolfier.
Le JDD est ensuite brièvement rejoint sur son marché par plusieurs projets de quotidiens du septième jour. Le Nouveau Dimanche est lancé à l'été 1995 par un trio, Patrice Gelobter, ancien directeur de la publicité du Quotidien de Paris, l'éditeur Jean-Cyrille Godefroy, qui lança l'hebdomadaire satirique La Grosse Bertha, et le billettiste Paul Wermus, imprimé chez le groupe Les Échos. Votre dimanche, journal populaire, est lancé en  septembre 1995 par l'imprimeur Gilbert Caron. Un troisième projet, de Jacques Rosselin, fondateur de Courrier international, devait être prêt en mars-avril 1996.
Ce monopole, qui résiste aux tentatives de concurrence, rend tentant pour les gouvernements de faire des coups médiatiques par des interview exclusives, mais la méthode se retourne parfois contre eux, comme pour celle du dimanche 30 août 2009, donnée par le ministre de l'Économie Éric Woerth pour révéler l'affaire des évadés fiscaux. Le dimanche 15 mai 2011, le JDD a réussi à modifier sa "Une" peu avant minuit après avoir appris via le réseau social Twitter l'arrestation à New-York du directeur général du FMI, le Français Dominique Strauss-Kahn, devenant le seul journal à en parler pendant 24 heures.

### Édition du samedi et réorganisations de 2012 à 2016
En 2001, le premier jour de l'année tombe un dimanche et l'actionnaire Jean-Luc Lagardère y voit l'occasion faire parler de la neutralité du JDD, avec un numéro comportant les vœux des deux têtes de l'exécutif, Chirac pour la droite et Jospin pour la gauche, mais l'Élysée s'y déclare opposé.
En mai 2007, la censure, jusque-là exceptionnelle, d'un scoop, la révélation que Cécilia Sarkozy n'a pas voté au second tour de l'élection présidentielle de 2007, a déclenché une réaction exceptionnelle des journalistes du JDD, qui ont adressé une lettre ouverte de protestation, très largement reprise dans d'autres médias, au nouvel actionnaire Arnaud Lagardère, qui a succédé à son père après son décès en mars 2003 puis voulu recentrer le groupe familial, jusque-là surtout implanté dans l'armement et l'aéronautique, sur les médias. Paris Match, autre titre du groupe Lagardère avait publié le 25 août 2005 en couverture une photo de Cécilia Sarkozy à New York avec son compagnon Richard Attias, et Alain Genestar, directeur de la rédaction, avait été ensuite poussé à la démission en 2006.
En mars 2009, une édition paraissant le samedi est lancée sous la direction de Christian de Villeneuve mais arrêtée début 2011.
Entre 2012 et début 2016, les ventes ont baissé 22 %, causant plusieurs plans sociaux et en mars 2016, une courte grève de la rédaction, le partage d'un immeuble et la mise en place de passerelles entre médias du groupe Lagardère News dans le but d'éviter les licenciements mais chacune des deux rédactions garde son indépendance et sa ligne éditoriale ou encore le remplacement d'Olivier Jay, directeur de la rédaction, par Hervé Gattegno, ex-journaliste d'investigation au quotidien Le Monde. Olivier Jay qui avait fait l'objet en avril 2010, d'une mise en garde de la rédaction affirme que le JDD, « pas plus que n'importe quel autre média, n'a à se plier aux désirs d'un pouvoir, ni à céder aux pressions ou aux menaces, d'où qu'elles viennent ».
En octobre 2021, Hervé Gattegno est à son tour remercié après cinq années à la tête du JDD, et remplacé par l'ancien directeur de la rédaction, Jérôme Bellay, lui-même remplacé par Jérôme Béglé en janvier 2022, puis en mai 2022 par Stéphane Albouy, ancien du Parisien, après la démission en mars de Cyril Petit.
En octobre 2022, le JDD lance le JDD Magazine un mensuel littéraire pour élargir son lectorat et ses recettes publicitaires. Ce magazine veut « séduire les annonceurs du luxe et de l'industrie culturelle », d'après Challenges.

### Depuis 2023: mouvement social et changement de ligne
En 2023, avec la nomination à sa tête de Geoffroy Lejeune, jusque-là directeur de Valeurs actuelles, un hebdomadaire qui avait fait campagne pour Éric Zemmour lors de l'élection présidentielle de 2022, le JDD, de journal d'information,devient un journal d'opinion, à rebours d'une évolution souvent inverse, selon Frédéric Rouvillois, professeur de droit public à l'Université Paris Descartes. La rédaction du JDD s'était opposée fermement aux ingérences politiques en 2007, elle avait notamment reçu le prix du meilleur titre de presse quotidienne 2016-2017, lors du 19e Grand Prix des Médias, organisé par le journal professionnel CB News,.

#### Une grève historique contre la nomination de Geoffroy Lejeune
Le 22 juin 2023, la rédaction du JDD vote une grève — qui durera quarante jours —, la plus longue de son histoire, et la deuxième plus longue de l'histoire des médias français après celle de 28 mois du Parisien en 1975, en apprenant la possible nomination d'un nouveau directeur, Geoffroy Lejeune, directeur de la rédaction de Valeurs actuelles. Cette nomination se produit dès le lendemain, attribuée à Vincent Bolloré, « un industriel politiquement connecté » et « souvent décrit comme le Rupert Murdoch français », qui inquiète car dans « plusieurs médias traditionnels qu’il a achetés », des « journalistes de longue date ont été balayés et remplacés par de nouvelles lignes éditoriales qui, selon les analystes, s’alignent sur les convictions politiques », de Vincent Bolloré. Déjà actionnaire de Paris Match, journal cependant peu comparable, car « plus considéré comme un grand titre d'information », il se montre « beaucoup plus » interventionniste que Robert Hersant à une autre époque, selon l'historien des médias Christian Delporte, qui ne voit aucun « précédents de ce genre » avec « un écart si fort » entre le contenu du journal et le projet de l'acquéreur, qui se traduit par « un virage à 180 degrés » alors que les journalistes du JDD, « à tort ou à raison, estiment qu'ils sont dans une neutralité journalistique »
La Société des journalistes du JDD estime ce choix contraire au contrat de confiance passé entre le journal et ses lecteurs et rappelle que Geoffroy Lejeune a été condamné en justice pour avoir publié des contenus jugés racistes dans Valeurs actuelles, notamment un récit de sept pages illustré par un montage de la députée LFI Danièle Obono en esclave enchaînée et collier de fer au cou, appelée à « se libérer de son africanité ». Selon Challenges, sous sa direction Valeurs actuelles a vu ses ventes baisser et les annonceurs fuir.
Alors que Lejeune, soutenu au plus haut niveau du groupe, refuse toute « garantie d'indépendance » ou « charte déontologique », la grève dure depuis trois semaines, Libération rapporte le 14 juillet que l'actionnaire a tenté une conciliation, mais sans renoncer à la nomination de Geoffroy Lejeune. Le 25 juillet, Lagardère News aurait refusé, selon le site Les Jours, une charte éthique bannissant le racisme, rompant de nouveau les négociations. Geoffroy Lejeune sera là dès le 1er août. Le 29 juillet, le journal n'est pas publié pour la sixième semaine consécutive, à la suite d'une grève reconduite à 97 %.
Le 1er août, quarante jours après sa nomination, Geoffroy Lejeune prend officiellement ses fonctions,, le jour d'un accord entre la direction et les grévistes : ceux-ci acceptent de renoncer à leur grève, qui dure depuis quarante jours, en échange du versement de deux mois de salaire brut par année d'ancienneté pour tous les journalistes souhaitant démissionner, soit le double de ce qui est prévu par la loi Brachard créant le statut de journaliste professionnel.
Les journalistes disposant de plus de quinze années d'ancienneté recevront en plus un mois de salaire brut par année d'ancienneté au-delà des quinze premières,.

#### Une nomination contestée à droite comme à gauche
Le changement de ligne et de dirigeant du journal imposé par Vincent Bolloré, alors que 97% de la rédaction s'y oppose, déclenche une indignation à gauche comme à droite, le JDD étant le dimanche en situation de monopole, au sein de la presse écrite, pour couvrir l'actualité immédiate comme lors des dimanche de Mai 68 et animer le débat démocratique traditionnellement très actif le week-end, notamment lorsque sont lancés des « ballons d'essai » sur les futures réformes. Lors du débat sur l'indépendance des rédactions provoqué par cette indignation, l'historien Michel Winock a estimé que le législateur doit agir afin d'assurer la « sauvegarde d'un des fondements de la démocratie » face à une « menace qui pèse sur la liberté d'informer » via Vincent Bolloré.
Les grévistes reçoivent le soutien de Reporters sans frontières, qui avait alerté dans le documentaire Le Système B dès octobre 2021 sur le rôle joué par Vincent Bolloré dans les médias. Le 27 juin, Le Monde publie une tribune de personnalités de la société civile de tous bords, apportant leur soutien aux grévistes du JDD en soulignant que « remettre en question l’indépendance éditoriale d’un journal quel qu’il soit est une atteinte à l’équilibre démocratique, dont l’un des socles est la liberté de la presse ». Parmi les 450 signataires, les leaders des deux premiers syndicats de salariés français (CFDT et CGT), le recteur de la mosquée de Lyon, l'éditeur Antoine Gallimard et l'ex-PDG d’Airbus ou encore le rappeur Joey Starr. Ils se disent « sidérés et inquiets qu’un appui revendiqué d’Éric Zemmour prenne la direction » du JDD, en estimant que c'est « de nature à repousser lecteurs et annonceurs » et ne pouvant se « résoudre à voir ce rendez-vous dominical de référence véhiculer des opinions contraires aux valeurs républicaines qu’il porte depuis 75 ans »,.
Une trentaine de sociétés de journalistes de grands médias et le SNJ, syndicat majoritaire de la profession ont apporté leur soutien aux grévistes, ce dernier soulignant « que ce sont avant tout les rédactions qui sont garantes de la ligne et de l'identité éditoriales de leur titre ».
Cette « arrivée [de Geoffroy Lejeune] montre que l'extrême droite s'installe désormais tranquillement dans les médias » ont déploré huit anciens dirigeants du journal, selon qui « penser que l'identité d'un journal puisse être ainsi gommée revient à mettre en danger le fondement même de notre métier », dans une lettre dénonçant « un reniement devant l'ensemble de la rédaction et des lecteurs ». Parmi les signataires, Hervé Gattegno, Cyril Petit, ou encore Alain Genestar.
Plusieurs journalistes ont été reçus au ministère de la Culture, les négociations avec les propriétaires du journal étant au point mort. Le 26 juin, alors que la grève se poursuit, la ministre de la Culture, Rima Abdul Malak déclare: « en droit, le JDD peut devenir ce qu'il veut, tant qu'il respecte la loi. Mais pour nos valeurs républicaines, comment ne pas s'alarmer ? ». Le 9 juillet, le ministre de l’Éducation nationale Pap Ndiaye, interrogé à son tour, sur Radio J, apporte son soutien aux journalistes en grève peu de temps avant d'être exclu du gouvernement, les éditorialistes de CNews lui reprochant d'avoir à cette occasion qualifiée CNews de chaîne d’extrême droite.
Le premier numéro dirigé par Geoffroy Lejeune est réalisé avec de nombreux bénévoles et comporte une interview exclusive, accordée au journal par la secrétaire d'État Sabrina Agresti-Roubache, couplée avec une autre interview exclusive de Mme Agresti-Roubache, accordée le même jour à France Télévisions, titrée « Je suis une fille de Cabu », allusion directe à l'Attentat contre Charlie Hebdo, qui avait vu les frères Chérif et Saïd Kouachi pénètrer dans les locaux du journal armés de fusils d’assaut pour y assassiner douze personnes, dont le dessinateur Cabu.
« On ne peut pas avoir été Charlie, être allé manifester et mettre aujourd'hui en pièce la liberté d'expression », estime-t-elle dans la seconde interview, en réponse à une question sur la motivation de la première. « Ce n'est pas correct », réagit immédiatement Jean-Pierre Mignard, l'avocat de la SDJ du journal, sur Radio France, en se demandant « ce que Charlie vient faire avec le JDD ? » et en soulignant que « la liberté, justement, c'était les journalistes à Charlie, c'est les journalistes au JDD. Alors heureusement, ils ne sont pas assassinés. Mais moralement, ils sont détruits ».
La grève et ses enjeux suscitent des débats autour du poids croissant des hommes d'affaires très riches dans la presse française. Des parlementaires de différentes tendances - Renaissance, Horizons, Modem, PS, GDR-PCF, Ecologistes, LFI mas pas Les Républicains et Rassemblement national - avec à leur tête la députée du groupe écologiste Sophie Taillé-Polian présentent le 19 juillet 2023 à l'assemblée nationale une proposition de loi « visant à protéger la liberté éditoriale des médias sollicitant des aides de l'État » qui prévoit notamment la mise en place d’un droit d’agrément des journalistes lors d'une nomination à la tête de leur rédaction, réservé aux médias qui reçoivent des aides financières de l'État, c'est-à-dire la plupart d'entre eux. Le texte s'intercale dans un calendrier où des États généraux de l'information sont appelés par le Président de la République et lancés par le ministère de la culture en octobre 2023 ; ces derniers non achevés, la proposition de loi inscrite dans la niche du groupe écologiste à l'Assemblée nationale est rejetée au stade de la Commission des affaires culturelles fin mars 2024. 
« J'étais à la marche blanche pour Enzo. La photo ne correspond pas à notre marche blanche. Le JDD s'est trompé d'Enzo et a mis une photo concernant un jeune renversé par une voiture dans les Landes en janvier ! », a fait remarquer sur X (ex-Twitter) le député socialiste de l'Eure Philippe Brun.

#### Débuts sous la direction de Lejeune
Le 4 août, deux-tiers des journalistes ont déjà annoncé leur départ, en échange de la prime offerte, le tiers restant ayant un délai de réflexion jusqu'à la mi-octobre. Le surlendemain parait, quinze jours plus tôt qu'annoncé, le premier numéro de « l'ère Geoffroy Lejeune »,, qui revendique la participation de « nombreux bénévoles », avec des « figures du groupe Bolloré à toutes les pages », une trentaine, soit moitié moins que la moyenne des numéros précédents.
Dans toute la largeur de la "Une", une photo sans légende ni crédit d'auteur montre en gros plan, « vêtus d’un tee-shirt comportant le portrait » d'Enzo B., mort dans les Landes après avoir été renversé avec son frère par une voiture, huit « proches de la victime ». Sa mère, qui n'a jamais donné son accord, menace de porter plainte contre le JDD: «la seule autorisation que j’ai donnée, c’est au journal Sud Ouest» ,,, auteur de cette photo de la marche blanche organisée le 22 janvier par la famille d'Enzo en son honneur.
Dans cette photo en première page du JDD est inséré un gros titre reprenant, avec des guillemets, celui d'une lettre ouverte à Emmanuel Macron rédigée par la journaliste Charlotte d'Ornellas, nouvelle cheffe de service, puis proposée à plusieurs familles de victimes,. Certaines ont accepté de signer après avoir obtenu le retrait d'une partie des passages ne leur convenant pas, concernant l'immigration. La lettre est intitulée « Nous ne sommes pas des faits divers », en référence à un discours d'Éric Zemmour. Elle accompagne un article, écrit lui aussi par Charlotte d'Ornellas, exclusivement consacré au meurtre d'un autre Enzo, en juillet dans l’Eure, dont la mère avait été interviewée fin juillet par Le Figaro. Cette lettre ouverte est présentée comme une initiative des seules familles, sans la signature de Charlotte d'Ornellas. L'erreur de la première page est « répétée » en page 3, souligne le magazine Elle, car le JDD y utilise une autre photo de la marche blanche publiée sur le site internet de Sud-Ouest le 22 janvier, pour illustrer l'article consacré à un autre Enzo, poignardé en juillet dans l’Eure, alors que les proches d'Enzo en photo ne font pas partie des signataires de la lettre ouverte, rappelle France Bleu Gascogne. Médias et internautes estiment que le JDD l'a confondue avec une autre marche blanche, organisée six mois après pour l'autre Enzo,,,, dont le JDD ne publie pas de photo. Fabien Rajon, avocat d'une autre famille de victime lui a conseillé de signer pour faire parler des victimes alors qu'il est l'auteur d’un autre texte, publié en page 5.
Questionné par France Bleu Gascogne, Geoffroy Lejeune assure savoir que la famille en photo n'a pas été associée à la lettre ouverte rédigée par Charlotte d'Ornellas mais dément toute volonté de l'« instrumentaliser », en affirmant que « des gens qui ont vécu la même chose qu'eux » y sont associés. Son actionnaire le défend en parlant du choix d'une image « symbolique »,,.
Le numéro contesté contient un autre article de Charlotte d'Ornellas, consacré à l'affaire Hedi, une interview d'Alain Giresse, consultant foot à Europe 1, par Jacques Vendroux, journaliste sportif à Europe 1 et un court article affirmant que la PDG de Radio France Sibyle Veil a été contrainte de s’expliquer dans le bureau du secrétaire général de l’Élysée Alexis Kohler sur les attributions du journaliste Patrick Cohen. L'intéressée dément le jour même en demandant « pourquoi une telle fake news »,, tandis que Gérard Biard, directeur de Charlie-Hebdo, fustige la secrétaire d'État à la Ville Sabrina Agresti-Roubache pour son interview publiée dans le même numéro, qu'elle a justifié le même jour dans une autre interview, en se disant « la fille de Cabu », alors que ce dernier, assassiné par des terroristes en 2015, avait « tout au long de sa vie et de sa carrière, combattu sans concession aucune l'extrême droite ».
Le 9 octobre 2023, 90 % des anciens journalistes du Journal du dimanche l'ont quitté ou sont en train de le quitter. Les anciens journalistes officialisent lors d'une « Nuit de l’indépendance pour une presse libre » la création de l'association Article 34, du nom de l’article de la Constitution qui garantit « la liberté, le pluralisme et l’indépendance des médias », avec pour objectif de « créer des garde-fous dans les rédactions pour que ce qui est arrivé au JDD ne puisse plus se produire ».
La SDJ du JDD, devenue une coquille vide, vote sa propre dissolution le 30 janvier 2024, le même jour que celle de la SDJ de Paris Match, laissant le propriétaire du journal, le groupe Lagardère, sous le plein contrôle de Vivendi, contrôlé par la famille de Vincent Bolloré.
Après un début d'année 2023 à 120 000 exemplaires, la diffusion du JdD passe à 110 000 exemplaires ou en dessous de septembre à décembre 2023. La diffusion en 2023 est en recul de 21 % par rapport à l'année 2022, avec un mois de juin à 82 000 exemplaires payés.

#### Lancement du supplément JDNews
Le 18 septembre 2024, le groupe Bolloré lance un nouveau magazine hebdomadaire, qui peut être acheté séparément le mercredi ou en supplément du Journal du dimanche le dimanche suivant. Le journal, présidé par Laurence Ferrari, est considéré comme réactionnaire ou d'extrême droite par Télérama.

## Financement, diffusion et organisation

### Publicité
Après l'arrivée de Geoffroy Lejeune, des annonceurs font savoir qu'ils ne passeront plus par le JDD, parmi lesquels Société Générale, Netflix ou bien encore Hermès. Le contenu publicitaire est passé de 14 pages avant son arrivée à 5 pages en septembre 2023, quelques annonceurs étant revenus.

### Journalistes et directeurs
Daniel Filipacchi est le président d'honneur.
Liste des directeurs successifs :
- Alain Genestar (1987-1999) ;
- Jean-Claude Maurice (1999-2005) ;
- Jacques Espérandieu (2005-2008) ;
- Christian de Villeneuve (2008-2010) ;
- Olivier Jay (2010-2011) ;
- Jérôme Bellay (2011-2016) ;
- Hervé Gattegno (2016 - 2021)[112] ;
- Jérôme Bellay, directeur général de la rédaction (2021-2022) ;
- Jérôme Béglé, directeur général de la rédaction (janvier 2022-juin 2023) ;
- Geoffroy Lejeune (depuis juin 2023)[113].

### Diffusion
Les données de la diffusion du Journal du Dimanche sont celles de l'ACPM.
| Année                  | 2009    | 2010      | 2011      | 2012      | 2013      | 2014      | 2015      | 2016      | 2017      | 2018       |
| ---------------------- | ------- | --------- | --------- | --------- | --------- | --------- | --------- | --------- | --------- | ---------- |
| Diffusion France payée | 264 671 | 257 280   | 254 459   | 243 408   | 23 129    | 212 516   | 193 448   | 177 854   | 174 578   | 154 602    |
| Diffusion totale       | 268 496 | 261 972   | 258 215   | 246 837   | 227 219   | 216 393   | 196 497   | 180 441   | 176 806   | 156 691    |
| Évolution              | -       | ▼ −2,43 % | ▼ −1,43 % | ▼ −4,41 % | ▼ −7,95 % | ▼ −4,76 % | ▼ −9,19 % | ▼ −8,17 % | ▼ −2,01 % | ▼ −11,38 % |

| Année                  | 2019      | 2022      | 2023       | 2024      |
| ---------------------- | --------- | --------- | ---------- | --------- |
| Diffusion France payée | 141 190   | 131 770   | 103 696    | 111 496   |
| Diffusion totale       | 145 273   | 135 939   | 108 562    | 119 146   |
| Évolution              | ▼ −7,29 % | ▼ −6,43 % | ▼ −20,14 % | ▲ +9,75 % |

### Abonnés numériques
En septembre 2023, le Journal du Dimanche compte 18 000 abonnés numériques, contre 25 000 début 2023.

## Polémiques

### Critiques
En juillet 2016, l’Union générale des ingénieurs, cadres et techniciens CGT (Ugict-CGT) écrit à François Clemenceau, rédacteur en chef du journal, pour lui reprocher d'avoir fait le rapprochement entre une tribune contre le projet de loi Travail et une protestation contre la ligne du secrétaire général de CGT, Philippe Martinez, y voyant une « instrumentalisation de la tribune et de sa démarche qui ne fait en aucun cas écho avec d’hypothétiques débats internes de la CGT ».
En décembre 2017, Hervé Gattegno, directeur du JDD, publie un court texte où il reconnaît une erreur dans un article mal sourcé sur des armes cachées à la ZAD de Notre-Dame-des-Landes après qu'un photographe ait dénoncé l'utilisation de ses photos sans son accord, qui avait servi à un rapport de police.
Le magazine Marianne a soupçonné en novembre 2018 que Manuel Valls soit intervenu auprès du directeur de la rédaction, Hervé Gattegno, pour empêcher la publication d'une enquête sur le député LREM Francis Chouat.

### Menaces de mort
Le 11 avril 2017, le directeur adjoint, Laurent Valdiguié, annonce avoir reçu des menaces de mort par courrier, similaires à celles adressées à des magistrats du pôle financier et aux rédactions du Canard enchaîné et de Mediapart. La lettre était accompagnée d'une balle et, sur le courrier, étaient dessinés une tête de mort et un cercueil. Valdiguié a porté plainte auprès de la brigade de répression de la délinquance aux personnes (BRDP).

### Fausses informations
Le 6 août 2023, lorsqu'il reparaît, après le départ massif de ses journalistes, le journal publie en Une la photo d'une marche présentée comme celle d'une jeune mort du fait de l'insécurité lors qu'il s'agit d'une photo d'une marche en mémoire d'un autre jeune du même nom,,. La rédaction refuse d'admettre son erreur bien que l'article associé ne cite jamais le jeune en mémoire duquel était organisée la marche présentée à sa Une,,.
Le 6 juillet 2024, à l'issue de la campagne des élections législatives françaises de 2024, le journal annonce que le gouvernement s'apprête à suspendre la loi immigration, une information aussitôt relayée par d'autres médias du groupe Bolloré comme Cnews, et rapidement démentie par le gouvernement qui y voit une tentative d'influer sur les élections en faveur de l’extrême droite avant que le journal ne modifie son article en supprimant toute mention de suspension,,,. 